# Francis Rawdon-Hastings, 1. Marquess of Hastings

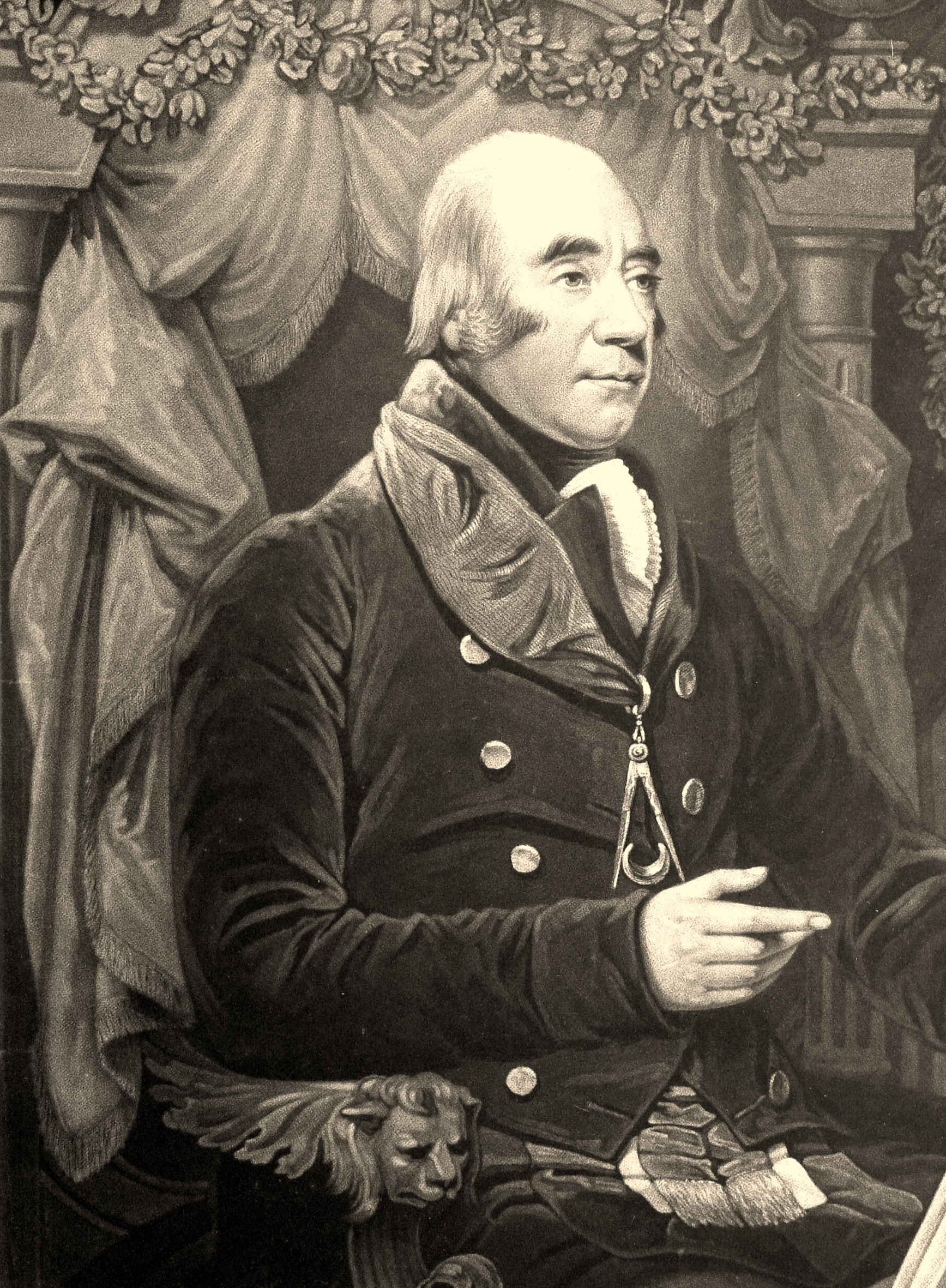
Francis Rawdon, 1. Marquess of Hastings

Francis Rawdon-Hastings, 1. Marquess of Hastings KG (geborener Rawdon, * 9. Dezember 1754 in Moira (Nordirland); † 28. November 1826 bei Neapel) war ein britischer General und Generalgouverneur von Indien.

## Leben
Er war der älteste Sohn des John Rawdon, 1. Earl of Moira, aus dessen dritter Ehe mit Elizabeth Hastings, 13. Baroness Hastings. Als Heir apparent seines Vaters führte er ab 1762 den Höflichkeitstitel Lord Rawdon.
Er besuchte die Harrow School und studierte am University College der Universität Oxford. 1771 trat er als Ensign des 15th Regiment of Foot in die britische Armee ein. Er wechselte bald als Lieutenant zum 5th Regiment of Foot und 1775 als Captain zum 63rd Regiment of Foot. Ab 1775 nahm er am Amerikanischen Unabhängigkeitskrieg teil und 1778 wurde er zum Lieutenant-Colonel befördert und zum General-Adjutant des Oberbefehlshabers in Nordamerika, Sir Henry Clinton, ernannt. 1782 wurde er zum Colonel befördert und war von 1782 bis 1793 Aide-de-camp für König Georg III.
1780 wurde er als Abgeordneter für Randalstown im County Antrim ins irische House of Commons gewählt. Am 4. März 1783 wurde ihm der erbliche britische Adelstitel eines Baron Rawdon, of Rawdon in the County of York, verliehen. Er schied dadurch aus dem irischen House of Commons aus und wurde Mitglied des britischen House of Lords. 1787 wurde er als Fellow in die Royal Society und 1793 als Fellow in die Society of Antiquaries aufgenommen.
Nach dem Tod seines Onkels mütterlicherseits, Francis Hastings, 10. Earl of Huntingdon, am 2. Oktober 1789, ergänzte er als dessen Generalerbe mit königlicher Lizenz vom 16. Februar 1790 seinen Familiennamen zu „Rawdon-Hastings“ und nahm dessen Wappen in seines auf. 1793 erbte er beim Tod seines Vaters dessen irische Adelstitel als 2. Earl of Moira und 2. Baron Rawdon und erhielt dadurch auch einen Sitz im irischen House of Lords, den er bis zur Verschmelzung des irischen House of Lords mit dem Britischen im Rahmen des Act of Union 1800 innehatte.
Am 14. Februar 1797 wurde er gemeinsam mit Friedrich Ernst Graf Marschall, Gottfried van Swieten und Johann Philipp Graf von Stadion und Thannhausen zum Ehrenbürger der Stadt Wien ernannt. Er hatte rund 12.000 Gulden für die Heiratsausstattung von 24 Brautpaaren gespendet, die gemeinsam im Stephansdom getraut wurden.
1793 wurde er zum Major-General befördert, 1798 zum Lieutenant-General und 1803 zum General. Von 1802 bis 1802 war er Befehlshaber der britischen Streitkräfte in Schottland und von 1804 bis 1826 Colonel des 27th Regiment of Foot. 1806 wurde er Mitglied des britischen Privy Council. Von 1806 bis 1807 hatte er das Amt des Master-General of Ordnance inne und von 1806 bis 1826 war er Constable of the Tower.
1808 erbte er beim Tod seiner Mutter deren englische Adelstitel als 14. Baron Hastings, 17. Baron Botreaux, 16. Baron Hungerford und 15. Baron de Moleyns. 1812 wurde er als Knight Companion in den Hosenbandorden aufgenommen.
1813 wurde er zum Generalgouverneur und Oberbefehlshaber von Britisch-Indien ernannt. Zwischen 1814 und 1816 führte er den so genannten Gurkha-Krieg und von 1817 bis 1818 den Dritten Marathenkrieg. Nach Ende des Feldzuges kam es zum Streit über die Aufteilung der Beute, des sogenannten Deccan Prize. Die Bengal Army war unter dem Befehl Rawdon-Hastings in keine Kampfhandlungen verwickelt worden. Im Gegensatz dazu hatte die Army of the Deccan unter General Hislop den Großteil der Beute sichergestellt. Trotzdem forderte Rawdon für sich und seine Armee einen Anteil am Verkaufserlös. Die Angelegenheit kam vor den Privy Council. Dieser entschied, dass die Bengal Army dadurch einen Anspruch auf einen Anteil habe, dass sie anwesend gewesen sei und feindliche Kräfte gebunden habe. 1818 wurde er als Großkreuzritter des Guelphen-Ordens ausgezeichnet. 1823 kehrte er in die Heimat zurück.
Von 1824 bis 1826 war er Generalgouverneur und Oberbefehlshaber von Malta. Auf seiner Heimreise von diesem Dienstposten starb er am 28. November 1826 an Bord der HMS Revenge, die gerade vor Neapel vor Anker lag. Sein Leichnam wurde nach Malta zurückgebracht und dort in Valletta beigesetzt, nachdem man ihm die rechte Hand amputiert hatte. Diese wurde von seiner Gattin nach Großbritannien mitgenommen und schließlich gemeinsam mit dieser in Louden Kirk nahe Loudoun, East Ayrshire, bestattet. Seine Adelstitel erbte sein einziger Sohn George.

## Ehe und Nachkommen
Aus einer Beziehung mit Jemima ffrench hatte er einen unehelichen Sohn:
- Rev. George Hunn Nobbs (1799–1884), anglikanischer Missionar auf den Pitcairninseln und der Norfolkinsel, ⚭ 1829 Sarah Christian.

Am 12. Juli 1804 heiratete er Flora Mure Campbell, 6. Countess of Loudoun (1780–1840). Mit ihr hatte er vier Töchter und einen Sohn:
- Lady Selina Constance Rawdon-Hastings († 1867) ⚭ 1838 Charles John Henry;
- Lady Adelaide Augusta Lavinia Rawdon-Hastings († 1860) ⚭ 1854 Sir William Keith-Murray, 7. Baronet;
- Lady Flora Elizabeth Rawdon-Hastings (1806–1839), Hofdame für Victoria, Duchess of Kent;
- George Augustus Francis Rawdon-Hastings, 2. Marquess of Hastings (1808–1844) ⚭ 1831 Barbara Yelverton, 20. Baroness Grey de Ruthyn;
- Lady Sophia Frederica Christina Rawdon-Hastings (1809–1859), ⚭ 1845 John Crichton-Stuart, 2. Marquess of Bute.